# Montenegro ai XXIII Giochi olimpici invernali
Il Montenegro ha partecipato ai XXIII Giochi olimpici invernali, che si sono svolti dal 9 al 28 febbraio 2018 a PyeongChang, in Corea del Sud, con una delegazione composta da tre atleti. La portabandiera è stata la sciatrice alpina Jelena Vujičić; gli altri due atleti erano lo sciatore alpino Eldar Salihović e la fondista Marija Bulatović.